# Lake George (Colorado)
Pour les articles homonymes, voir Lake George.
Lake George est une localité américaine située dans le comté de Park, dans l’État du Colorado, à une altitude de 2 436 m.

## Histoire
La ville a été fondée à proximité du Lac George, dont elle tient le nom, afin de servir de station à la voie de chemin de fer à la fin du XIXe siècle et de source de glace pour les denrées. Elle est aussi connue pour son gisement incroyable de quartz fumé combiné a de l'amazonite

## Source
- (en) Cet article est partiellement ou en totalité issu de l’article de Wikipédia en anglais intitulé « Lake George, Colorado » (voir la liste des auteurs).